# Pavle Primorac
Pavle Primorac (Nova Gradiška, 27. veljače 1975. – 22. studenog 2017.) bio je svećenik Požeške biskupije i katolički publicist.

## Životopis
Kao dijete roditelji su ga odgajali u jednom agnostičkom duhu. U Požegi pohađao je osnovnu, osnovnu muzičku školu i srednju školu. Sa sedamnaest godina života postao je katolikom kada je primio sakramente kršćanske inicijacije. Nakon svog djelovanja u katoličkoj zajednici mladih u Požegi, 1993. godine upisao je Katolički bogoslovni fakultet u Zagrebu i stupio u Bogoslovno sjemenište.  Nakon uspostavljena Požeška biskupija 27. rujna 1997., Pavle je postao kandidat novouspostavljene biskupije.
Nakon završenog studija teologije zaredio se za đakona 5. srpnja 1998. Đakonski praktikum od godinu dana odradio je u župi Sv. Josipa u Slatini a mladu misu je slavio je u rodnoj župi Sv. Lepololda Mandića u Požegi 25. srpnja 1999. Bio je kapelan u župi sv. Luke u Novskoj i župnik u župi sv. Nikole u Podgoraču.  2011. godine razriješen je službe pastoralnog suradnika župe sv Augustina u Velikoj i zbog zdravstvenih tegoba (depresija), a 2013. godine imenovan je duhovnim pomoćnikom u svojoj rodnoj župi sv. Leopolda Mandića u Požegi. Nedugo nakon toga dijagnosticirana mu je teška bolest tumora na plućima, s kojom se hrabro borio, no s nesmanjenim intenzitetom i dalje je pisao, radio i djelovao. Zbog teškoga zdravstvenog stanja Pavle Primorac u proljeće 2017. godine obustavlja svoje kolumne i radi liječenja i mira povlači se u anonimnost.

## Publicistika
Svoje publicističko djelovanje Primorac je započeo u ranim 2000-tim. Prvo je objavljivao tekstove u dnevnim tiskovinama Večernji list i Vjesnik, a bio je redoviti kolumnist Hrvatskoga slova, a kasnije "Fokusa". Danas objavljuje redovite komentare na web portalu Hrvatski fokus pod nazivom Solus chatolicus, a također je kolumnist web portala Objektiv. Publicirao je do sada i tri knjige.
Sudjeluje na raznim tribinama, televizijskim i radio emisijama. Pristup Pavla Primorca je izrazito apologetski i kristocentričan, snažan i polemički sa snažnom dozom argumentacije sa svojim polemičarima. U svojim argumentima Pavle pokušava svim kristocentričnim i crkvenim silama, na duhovnom i intelektualnom području ukazati na lažni humanizam i prevrtljivost osporavatelja autentičnosti kršćanstva i Kristove Crkve.Zajedno s krugom intelektualaca pokreće suradnju djelovanja na medijskom području kako bi se kvalitetno i snažno pariralo anticrkvenim i antikatoličkim stavovima i osobama koje djeluju protiv Kristove Crkve.

Djela:
- "Dim Sotonin"(2004.)
- "Prezrena nježnost"(2007.)
- "Relativizam i sebedarje" (2015.)

## Smrt
Velečasni Pavle Primorac umro je 22. studenog 2017. u Požegi nakon borbe s dugom i teškom bolešću.